# 聖馬克區 (格林納達)
聖馬克區是格林納達的行政區，位於該國西北部，北面和西面是加勒比海，東鄰聖帕特里克區和聖安德魯區，南毗聖約翰區，首府設於維多利亞，面積25平方公里。
12°11′N 61°42′W / 12.183°N 61.700°W